# Kasza jęczmienna

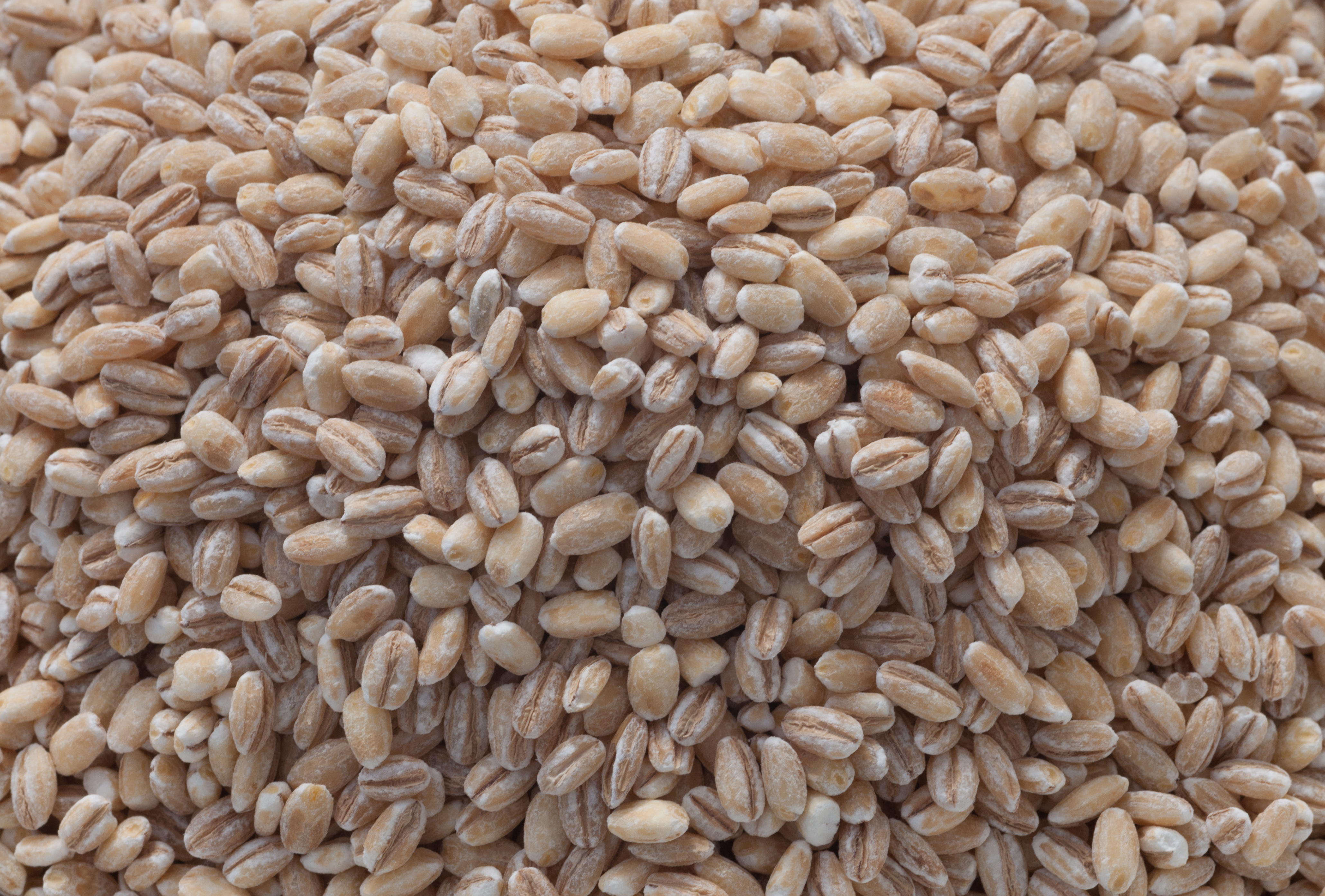
Pęczak polerowany

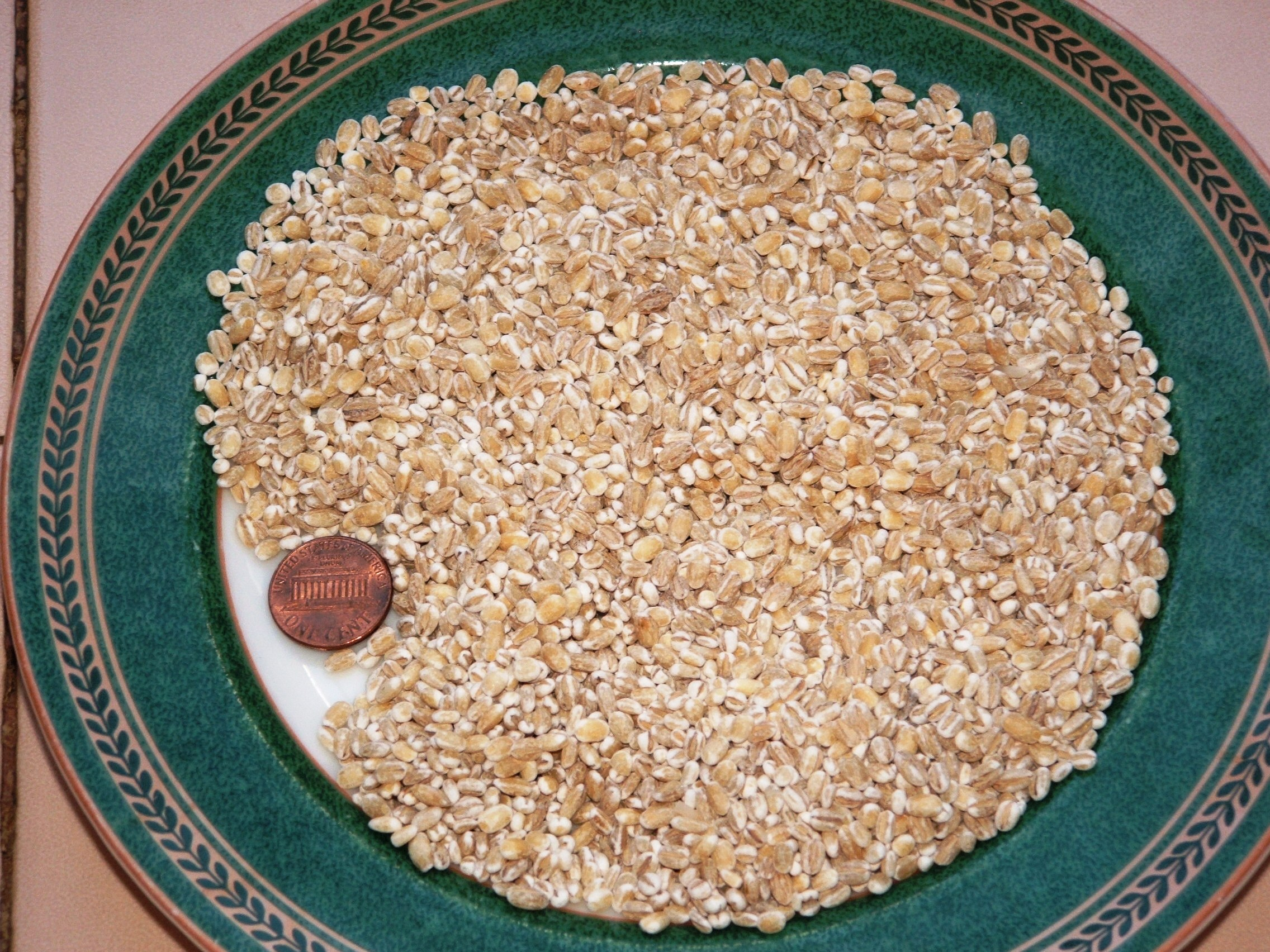
Pęczak polerowany (jednocentówka amerykańska dla porównania).

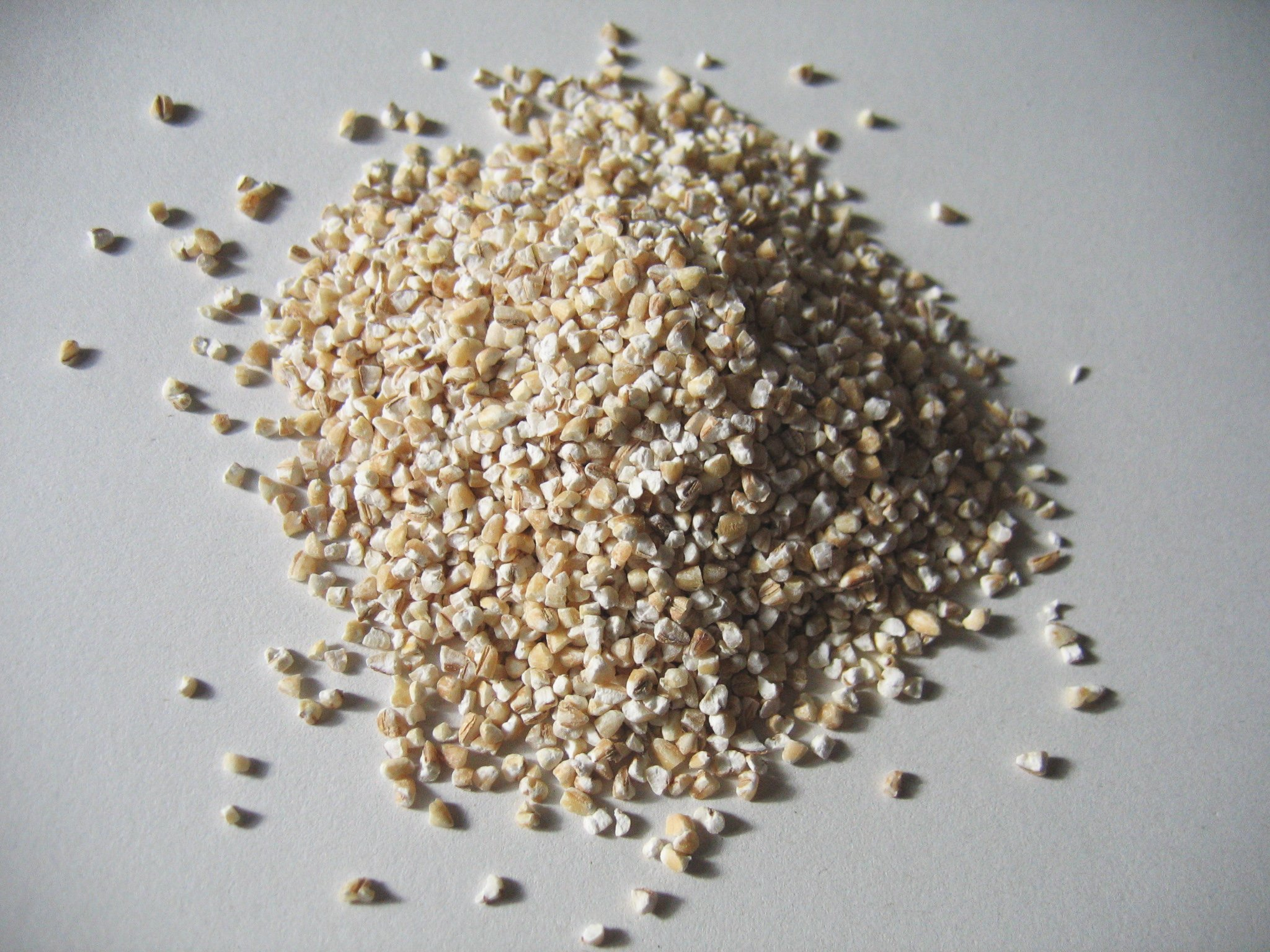
Kasza jęczmienna łamana.

Kasza jęczmienna – rodzaj kaszy wyrabianej z ziarna jęczmienia zwyczajnego.
W Polsce kasze jęczmienne są najważniejszym ilościowo produktem przemysłu kaszarskiego; przypada na nie blisko 70% ogólnej ilości produkowanych kasz.
Do produkcji kasz jęczmiennych powinno być wykorzystywane ziarno wyrównane, szkliste, o cienkiej łusce, jasnym bielmie i dużej zawartości białek. Im więcej substancji białkowych, tym większa jest zwartość i wytrzymałość mechaniczna ziarna. Stąd ziarno szkliste nie rozkrusza się podczas obróbki, tzn. w czasie obłuskiwania, krajania i obtaczania. Otrzymana z niego kasza nie rozkleja się podczas gotowania.
Według obowiązujących norm jakościowych barwa kasz jęczmiennych powinna być jasnoszara z odcieniem od zielonkawego do żółtawego, o swoistym zapachu i smaku – dopuszcza się zawartość ziaren z odcieniem brązowym w ilości nie większej niż 10%. Dalsze wymagania dotyczą wilgotności, zawartości ziaren nieobłuskanych i niedołuskanych oraz zawartości zanieczyszczeń organicznych i nieorganicznych.
Czas przechowywania kaszy jęczmiennej od chwili wyprodukowania wynosi dziewięć miesięcy w przypadku kasz wiejskiej (łamanej) i mazurskiej (perłowej) oraz dziesięć miesięcy dla pęczaku jęczmiennego kujawskiego.

## Rodzaje kasz jęczmiennych
W Polsce, zależnie od sposobu obróbki wyróżnia się następujące rodzaje kasz jęczmiennych:
1. pęczak – jest to całe ziarno, pozbawione łuski;
2. pęczak obtaczany (pęczak jęczmienny kujawski) – jest to całe ziarno, pozbawione łuski, obtaczane[a], polerowane[b];
3. kasza jęczmienna łamana (kasza jęczmienna wiejska) – jest to kasza otrzymana z oczyszczonego, obłuszczonego, pokrajanego ziarna, niepolerowana;
  - wyróżnia się 3 gatunki: grubą, średnią i drobną;
4. kasza perłowa (kasza jęczmienna mazurska) – jest to kasza jęczmienna łamana poddana polerowaniu[b], czyli pęczak poddany łamaniu na duże cząstki i polerowaniu;
  - wyróżnia się 3 gatunki: grubą, średnią i drobną;
5. kasza perłowa prażona.

Podręczniki zaliczają do grona kasz także płatki jęczmienne.
Pęczak (w niektórych regionach Polski – np. na Lubelszczyźnie – występuje także forma mazurząca „pęcak”) jest niesłusznie traktowany przez konsumentów jako przetwór zbożowy jakościowo gorszy, ma jednak spośród kasz jęczmiennych najwięcej wartości odżywczych. W kaszarstwie pęczak jest głównie półproduktem, z którego wyrabia się kaszę jęczmienną łamaną i perłową. Odpowiednio przygotowany pęczak jest popularną przynętą w połowie ryb na wędkę.
Kasza jęczmienna perłowa cieszy się największym popytem. Posiada cząstki zaokrąglone, o gładkiej powierzchni z połyskiem. Poddanie kaszy perłowej procesowi prażenia znacznie skraca czas jej gotowania.

## Wartości odżywcze
Według danych USDA z 2015 roku, 100 gramów (surowego) pęczaku niepolerowanego dostarcza 354 kcal i zawiera 12,5 grama białka, 2,3 grama tłuszczów, 73,5 grama sumy węglowodanów (ang. total carbohydrates), a w nich 17,3 grama błonnika.
Według tego samego źródła, 100 gramów (surowego) pęczaku polerowanego dostarcza 352 kcal i zawiera 9,9 grama białka, 1,2 grama tłuszczów, 77,7 grama sumy węglowodanów, a w nich 15,6 grama błonnika.

## Sztuka kulinarna
Kasza jęczmienna łamana i perłowa po ugotowaniu zwiększa swoją masę i objętość w następujący sposób:
- uzyskana konsystencja sypka: przyrost 240% objętości i 200% masy – gdy 1 kg kaszy i 30 g soli wchłonie 2 kg wody[13];
- uzyskana konsystencja gęsta rozklejona: przyrost 270% objętości i 250% masy – gdy 1 kg kaszy i 35 g soli wchłonie 2,5 kg wody[13];
- uzyskana konsystencja półgęsta: przyrost 370% objętości i 350% masy – gdy 1 kg kaszy i 45 g soli wchłonie 3,5 kg wody[13].

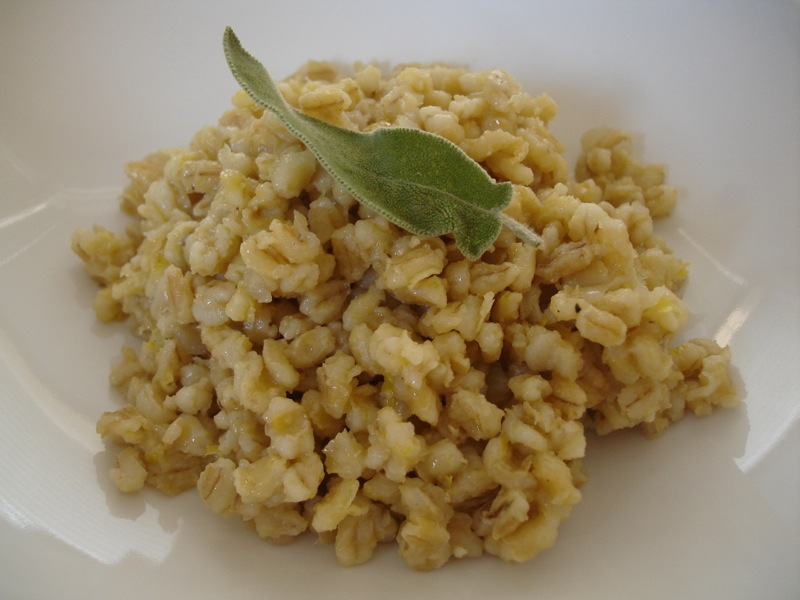
Pilaw przyrządzony z pęczaku
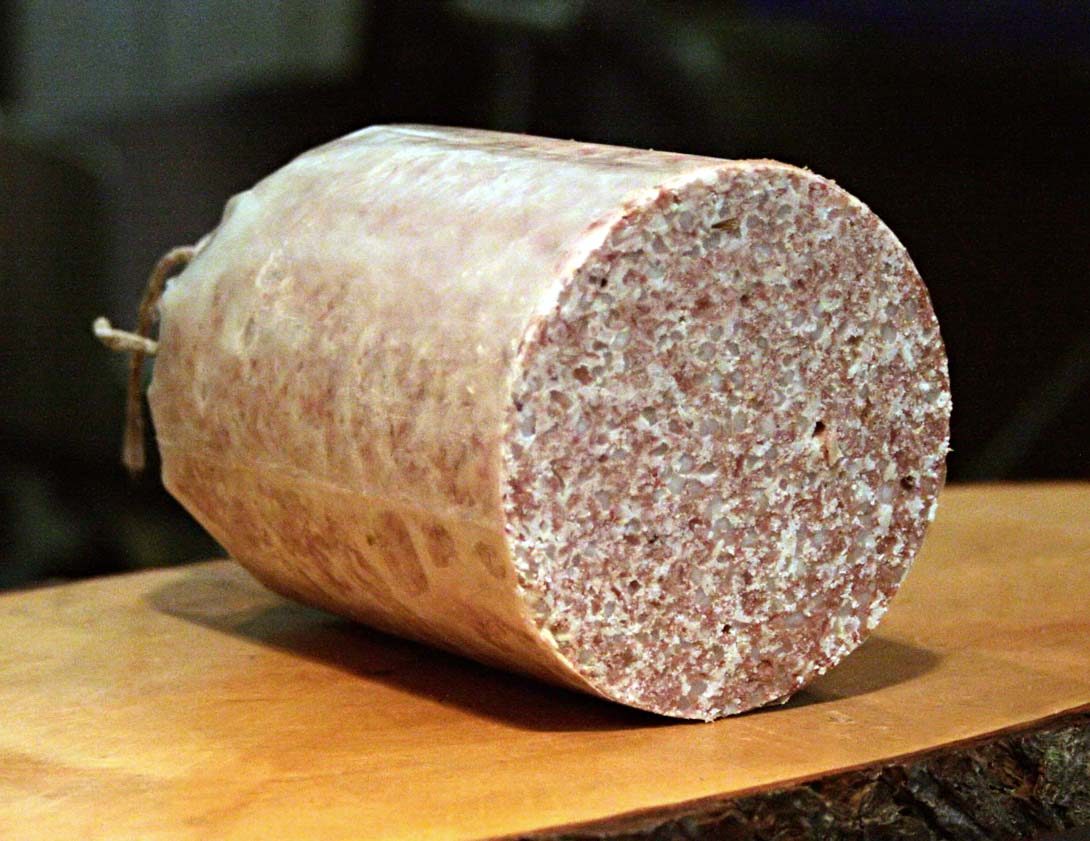
Westfalską kaszankę Stippgrütze wyrabia się z pęczaku